# Antillena rickwesti
Espèce
Synonymes
- Avicularia rickwesti Bertani & Huff, 2013

Antillena rickwesti est une espèce d'araignées mygalomorphes de la famille des Theraphosidae.

## Distribution
Cette espèce est endémique de République dominicaine. Elle se rencontre dans les provinces de Pedernales, d'Independencia, de Barahona, d'Azua et de Peravia.

## Description
La carapace de la femelle holotype mesure 14,8 mm de long sur 11,9 mm et l'abdomen 14,3 mm de long sur 11,3 mm. La carapace du mâle décrit par Fukushima et Bertani en 2017 mesure 10,4 mm de long sur 9,9 mm et l'abdomen 14,9 mm de long sur 10,7 mm.

## Systématique et taxinomie
Cette espèce a été décrite sous le protonyme Avicularia rickwesti par Bertani et Huff en 2013. Elle est placée dans le genre Antillena par Fukushima et Bertani en 2017.

## Étymologie
Cette espèce est nommée en l'honneur de Rick C. West.

## Publication originale
- Bertani & Huff, 2013 : « Avicularia rickwesti sp. nov., a remarkable new species of Avicularia (Theraphosidae: Aviculariinae) from Dominican Republic. » Zoologia (Curitiba), vol. 30, p. 333-337 (texte intégral).